# Manfred Otte
Manfred Otte (* 1941; † 1989) war ein deutscher Violinist und Dirigent. Er war Konzertmeister des Händelfestspielorchesters Halle.

## Leben
Manfred Otte wurde während des Zweiten Weltkriegs geboren. Am Konservatorium Halle studierte er Violine. Danach war er 2. Konzertmeister am Theater der Altmark in Stendal. Später wechselte er als 1. Konzertmeister nach Görlitz. 1969 wurde er Mitglied der Dresdner Philharmonie, seinerzeit geleitet von Kurt Masur. Im Anschluss war er unter den Chefdirigenten Thomas Sanderling, Volker Rohde und Christian Kluttig 1. Konzertmeister des Händelfestspielorchesters am Landestheater Halle. Regelmäßig nahm er als solcher an den Händel-Festspielen teil.
Er komplementierte seine musikalische Ausbildung mit privatem Orgelunterricht und entwickelte eine Vorliebe für die Vorklassik. In Halle (Saale) stand Otte dann zwei leistungsfähigen Ensembles vor: Ab 1972 leitete er das auf Barockmusik spezialisierte, aber auf modernen Instrumenten spielende Kammerorchester Collegium instrumentale, mit dem er in den 1970er Jahren im Ostblock (Bulgarien, Polen, Sowjetunion) und in Algerien sowie im nichtsozialistischen Ausland (Argentinien, Italien, Mexiko, Finnland, Tunesien) gastierte. Bewusst ließ er auch teilweise zeitgenössische Musik spielen, so verantwortete er die Uraufführungen der Kammersinfonie II von Gerd Domhardt (1976) und des „Nachtstück“ von Georg Katzer (1979).
Im Jahr 1974 gründete er das Barock-Consort Halle, das in Hallesches Consort umbenannt werden musste. Dieses trat mit historischen Instrumenten auf und bildete den Grundstock für das neue Spezialensemble Händelfestspielorchester.

## Auszeichnung
Im Jahr 1978 wurde Otte für seine Verdienste mit dem Händelpreis des Bezirkes Halle ausgezeichnet. Außerdem war er Träger des Ordens Banner der Arbeit.

## Diskographie (Auswahl)
- Johann Sebastian Bach: Musikalisches Opfer (Eterna 1984)
- Eine Hausmusik bei Anna Magdalena Bach (Eterna 1985)
- Heinrich Schütz: Symphonia sacrae II (Eterna 1989)